# Вінтон Марсаліс
Вінтон Лірсон Марсаліс (нар. 18 жовтня 1961) — американський трубач, композитор, викладач і художній керівник джазу в Лінкольн-центрі. Популяризував класичну та джазову музику, часто серед молоді. Марсаліс виграв принаймні дев'ять премій «Греммі», а його «Blood on the Fields» стала першою джазовою композицією, яка отримала Пулітцерівську музичну премію. Єдиний музикант, який за один рік виграв премії Греммі в джазовому та класичному жанрі.

## Ранні роки
Марсаліс народився в Новому Орлеані, штат Луїзіана, 18 жовтня 1961 року та виріс у передмісті Кеннера. Він другий із шести синів Долорес Фердинанд Марсаліс та Елліса Марсаліса-молодшого, піаніста та вчителя музики. Його назвали на честь джазового піаніста Вінтона Келлі. Бранфорд Марсаліс — його старший брат, а Джейсон Марсаліс і Делфеяо Марсаліс — молодші, всі троє — джазові музиканти.
Вчився у школі Бенджаміна Франкліна та Новоорлеанському центрі творчих мистецтв. Класичну музику вивчав у школі, а джаз вдома — разом із батьком. Грав у фанк-групах та оркестрі під проводом Денні Баркера. Виступав на трубі як єдиний чорношкірий музикант у Громадському оркестрі Нового Орлеану. В 17-річному віці став наймолодшим музикантом, якого прийняли до музичного центру Tanglewood.

## Кар'єра

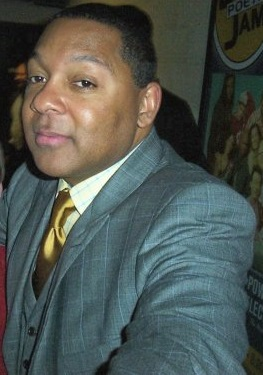
Марсаліс за лаштунками в 2007 році

У 1979 році поступив до Джуліардської школи, де навчався як класичний трубач. У 1980 році гастролював по Європі як учасник біг-бенду Арта Блейкі, став членом The Jazz Messengers, але продовжував грати з Артом Блейкі до 1982 року. Після підписання контракту з лейблом Columbia записав свій перший сольний альбом. У 1982 році створив квінтет зі своїм братом Бранфордом Марсалісом, Кенні Кірклендом, Шарнетт Моффетт та Джеффом «Тейном» Воттсом.

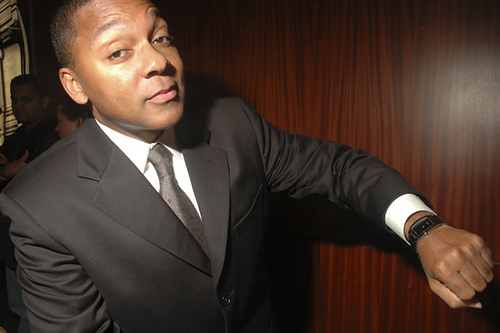
Марсаліс у Лінкольн-центрі в 2004 році

У 1987 році Марсаліс взяв участь у літній серії концертів з класичного джазу в Лінкольн-центрі в Нью-Йорку. Завдяки успіху цього проєкту в Лінкольн-центрі було сформовано окремий джазовий відділ, який у 1996 році став незалежним суб'єктом поряд з такими організаціями як Нью-Йоркська філармонія та Метрополітен-опера. Марсаліс став художнім керівником Центру та музичним керівником групи — Джаз у Лінкольн-Центрі. Оркестр виступає на своєму домашньому майданчику, Роуз Холл, їздить на гастролі, відвідує школи, виступає на радіо та телебаченні та випускає альбоми через свій лейбл Blue Engine Records.
У 1995 році він провів освітню програму «Marsalis on Music» на громадському телебаченні, тоді як у цьому ж році Національне громадське радіо транслювало його серіал «Making the Music». Обидві програми виграли премію Джорджа Фостера Пібоді, найвищу нагороду в журналістиці.
У грудні 2011 року Марсаліса було призначено кореспондентом CBS сьогодні вранці. Він є членом Консультативної ради CuriosityStream, працює директором програми Джуліард джаз. У 2015 році — професор Корнельський університету.
2019 року Марсаліс брав участь у написанні, аранжуванні та виконанні музики до фільму Даніеля Притцкера «Болден».

## Оцінки
Джазовий критик Скотт Янов вважає Марсаліса талановитим, але критикує його за «вибіркове знання історії джазу», зокрема за те, що Марсаліс вважає «авангардну гру після 1965 року поза межами джазу, а джаз-ф'южн 1970-х — безплідними». На думку піаніста Кіта Джарретта, Марсаліс «занадто добре наслідує стилі інших людей. . . Його музика для мене звучить як труба вищій школі».
На думку бас-гітариста Стенлі Кларка «позитивні речі, які я повинен сказати про нього, переважають над негативними. Він повернув джазу респектабельність».

## Нагороди та відзнаки

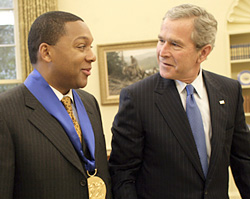
Марсаліс отримав Національну медаль мистецтв від президента Джорджа Буша в 2005 році.

У 1983 році Марсаліс став єдиним в історії музикантом, що отримав на одній церемонії «Греммі» нагороди як за класичне (концерти Гайдна, Л. Моцарта і Гуммеля), так і за джазове виконання. На церемоніях нагородження наступного року він знову переміг в обох категоріях.
Після виходу його першого альбому в 1982 році Марсаліс переміг в опитуваннях журналу DownBeat у номінаціях «Музикант року», «Найкращий трубач» та «Альбом року». У 2017 році він був одним з наймолодших членів, якого прийняли в Зал слави DownBeat.
У 1997 році він став першим джазовим музикантом, який виграв Пулітцерівську музичну премію за ораторію «Blood on the Fields». У листі до нього Зарін Мета писав: «Я не був здивований вашим виграшем Пулітцерівської премії за Blood on the Fields. Це широка, красива партитура, яка вражає та надихає […] Я впевнений, що десь на небесах вам посміхаються Бадді Болден, Луї Армстронг та інші легіонери».
Вінтон Марсаліс виграв Національну медаль мистецтв, Національну гуманітарну медаль та був визнаний майстром джазу NEA.

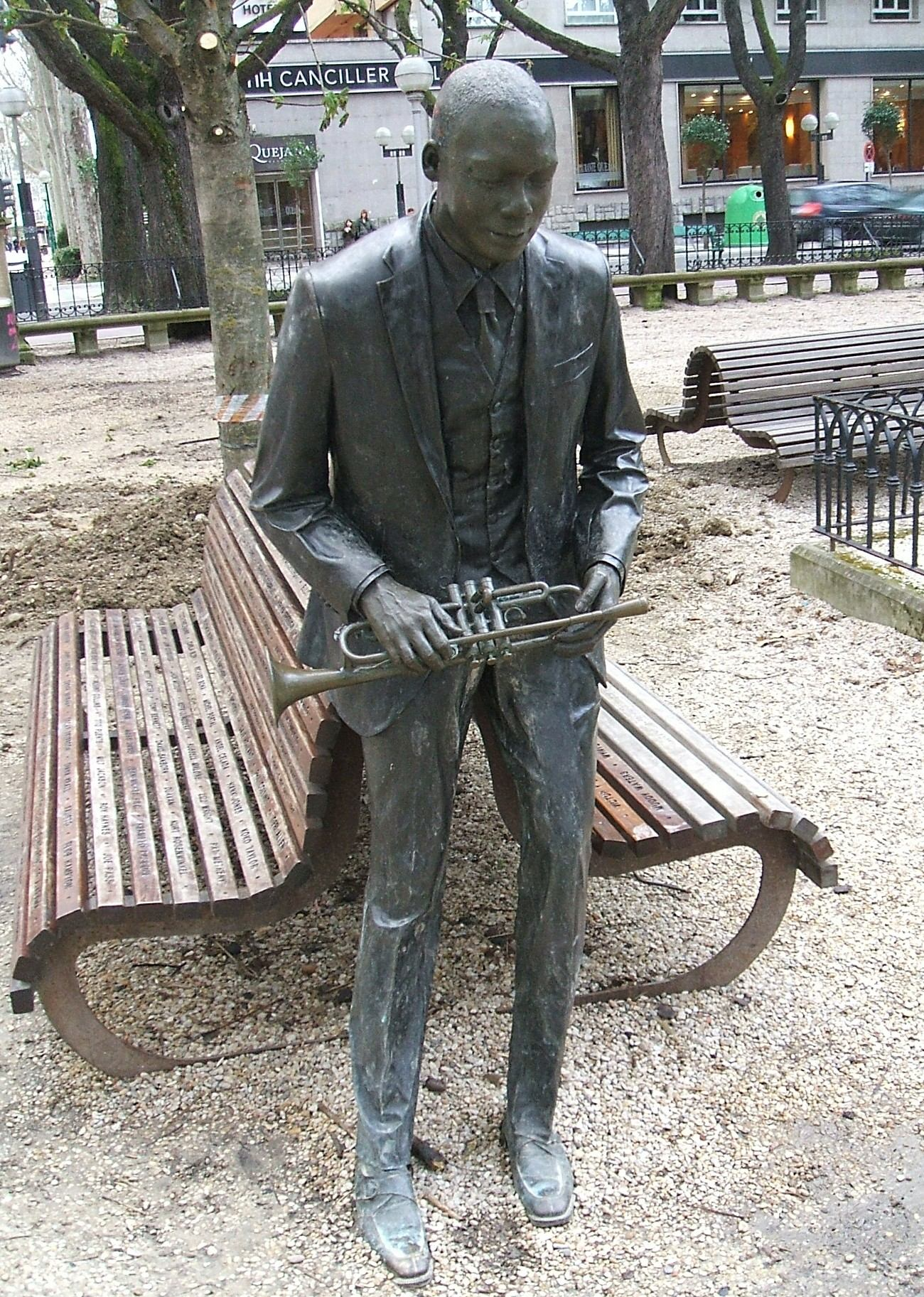
Статуя, присвячена Вінтону Марсалісу, у місті Віторія-Гастейс, Іспанія

Приблизно сім мільйонів копій його записів було продано в усьому світі. Він гастролював у 30 країнах та на всіх континентах, крім Антарктиди.
Йому було вручено Меморіальну медаль Луї Армстронга та нагороду Альгура Х. Медоуза за досконалість у мистецтві. Його ввели до Американської академії досягнень, а Фонд «Я маю мрію» назвав Почесним мрійником. Нью-Йоркська міська ліга нагородила Марсаліса медальйоном Фредеріка Дугласа за визнане керівництво. Американська рада з питань мистецтв вручила йому нагороду за мистецьку освіту.
Він виграв голландську премію «Едісон» та Гран-прі Диск у Франції. Мер Віторії, Іспанія, вручив йому Золоту медаль міста — найбажанішу відзнаку. В 1996 році здобув звання почесного члена Королівської академії музики. У місті Марсіак, Франція, встановлено бронзову статую на його честь за ключову роль, яку він зіграв в історії міського джазового фестивалю. Французьке міністерство культури присвоїло йому звання лицаря Ордену мистецтв і літератури. У 2008 році він отримав найвищу відзнаку Франції, відзнаку Шевальє Почесного легіону.
Марсаліс отримав почесні ступені в Музичній школі Фроста при Університеті Маямі (1994), Кеніон-коледж (2019), Нью-Йоркському університеті, Коледжі Коннектикуту, університетах в Гарварді, Говарді, Принстоні, Вермонті Північно-Західному та Університеті штату Нью-Йорка.

### Нагороди Греммі
Кращий сольний інструментальний джаз
- Think of One (1983)
- Hot House Flowers (1984)
- Black Codes (From the Underground) (1985)

Найкращий інструментальний джазовий альбом, сольний або груповий
- Black Codes (From the Underground) (1985)
- J Mood (1986)
- Marsalis Standard Time, Vol. I (1987)

Виконання найкраще сольне інструментальне виконання (з оркестром)
- Raymond Leppard (conductor), Wynton Marsalis and the National Philharmonic Orchestra for Haydn: Trumpet Concerto in E Flat/Leopold Mozart: Trumpet Concerto in D/Hummel: Trumpet Concerto in E Flat (1983)
- Raymond Leppard (conductor), Wynton Marsalis and the English Chamber Orchestra for Wynton Marsalis, Edita Gruberova: Handel, Purcell, Torelli, Fasch, Molter (1984)

Найкращий розмовний альбом для дітей
- Listen to the Storytellers (2000)

## Книги
- Sweet Swing Blues on the Road with Frank Stewart (1994)
- Marsalis on Music (1995)
- Jazz in the Bittersweet Blues of Life with Carl Vigeland (2002)
- To a Young Jazz Musician: Letters from the Road with Selwyn Seyfu Hinds (2004)
- Jazz ABZ: An A to Z Collection of Jazz Portraits with Paul Rogers (2007)
- Moving to Higher Ground: How Jazz Can Change Your Life with Geoffrey Ward (2008)
- Squeak, Rumble, Whomp! Whomp! Whomp!: A Sonic Adventure with Paul Rogers (2012)[29]